# Liu Xianping
Liu Xianping (chiń. upr. 刘先平; ur. 22 listopada 1938 w powiecie Feidong) – chiński pisarz, uważany za prekursora współczesnej chińskiej literatury przyrodniczej. Autor wielu nowel, kilku powieści oraz książek dla dzieci o tematyce przyrodniczej. 

## Życiorys
Liu urodził się 22 listopada 1938 w prowincji Anhui w powiecie Feidong, w wiosce leżącej przy jeziorze Chao. Jego rodzice umarli w młodym wieku, przez co wychowywała go ciotka. Dzięki pomocy starszego brata udało mu się dostać do liceum. W 1961 ukończył studia na Wydziale Języka Chińskiego i Literatury na Uniwersytecie Zhejiang, a następnie przez 10 lat pracował jako nauczyciel w Hefei. Był również redaktorem a potem redaktorem naczelnym czasopisma literackiego, doradcą Rządu Ludowego Prowincji Anhui oraz przewodniczył pracom miejscowego Stowarzyszenia Pisarzy. Swoje pierwsze prace zaczął publikować w 1957, jednak musiał zaprzestać pisania w okresie Rewolucji Kulturalnej. W latach 70. dołączył do grupy naukowej zajmującej się badaniem zachowania zwierząt w środowisku naturalnym. W ramach prowadzenia badań, często był wysyłany na obserwacje. Podejmował się również samodzielnych wypadów. Powrócił do pisarstwa w 1978, kiedy to zaczął tworzyć książki o tematyce przyrodniczej. 
Był wielokrotnie nagradzany w kraju oraz zagranicą. W 1992 Rada Państwa wyróżniła go za wybitne osiągnięcia dla społeczeństwa. Jest również laureatem między innymi nagród: Pięciu Najlepszych Dzieł Cywilizacji Duchowej, Państwowej Nagrody Literackiej, Nagrody w dziedzinie Chińskiej Literatury Dziecięcej oraz Nagrody im. Song Qingling dla Twórców Literatury Dziecięcej. W 2008 został wpisany na listę IBBY, a w 2010 nominowany do nagrody Hansa Christiana Andersena. W 2011 i 2012 otrzymał również nominację do nagrody imienia Astrid Lindgren. 
W 2010 roku, przy wsparciu władz prowincji Anhui, przyczynił się do powstania Studia Pisania o Przyrodzie. Obecnie jest członkiem honorowym Towarzystwa Pisarzy Chińskich.

## Wybrane dzieła[5]
- 云海探奇 (1980)
- 呦呦鹿鸣 (1981)
- 千鸟谷追踪 (1985)
- 大熊猫传奇 (1987)
- 山野寻趣 (1989)
- 刘先平大自然探险长篇系列 (1996)
- 山野寻趣 (1999)
- 黑叶猴王国探险记 (2001)
- 大自然探险系列 (2003)
- Historia miłosna czarnych mundżaków (The Love Story of Black Muntjacs, 2010); wydanie polskie: 2017[6]
- Jak złote małpy walczyły z sępami (Golden Monkeys Fight Vultures, 2010); wydanie polskie: 2017[7]
- Tajemnicza małpka (The Mysterious Francois’s Leaf Monkeys, 2010); wydanie polskie: 2017[8]
- Po bitwach król jeleni dochodzi do władzy (The Pere David’s Deer King Emerges in Combat, 2010); wydanie polskie: 2017[1]
- The Call of the Deer (2011)
- The Legend of Pandas (2011)
- 追踪雪豹 (2011)
- 美丽的西沙群岛 (2012)